# Шосе Фернана Діаза
Шосе Фернана Діаза (порт. Rodovia Fernão Dias, офіційне позначення BR-381) — федеральна автодорога в Бразилії, що сполучає міста Сан-Паулу, Белу-Оризонті та Віторія.